# Projekt 633
Projekt 633 (v kódu NATO třída Romeo) je třída ponorek sovětského námořnictva z éry studené války. Její konstrukce představuje vylepšení předcházejících ponorek projektu 613 (třída Whiskey). Přestože pro sovětské námořnictvo bylo postaveno pouze 20 člunů, plány byly poskytnuty Čínské lidové republice, kde bylo jen pro potřeby námořnictva čínského lidového osvobozeneckého armády (Námořnictvo ČLOA) postaveno 84 ponorek a další byly exportovány. Celkem bylo postaveno 133 ponorek této třídy. Kromě SSSR a Číny ponorku provozovala, či provozuje Alžírsko (2), Bulharsko (1), Egypt (4), Severní Korea (22) a Sýrie (3). Většina ponorek byla kvůli zastaralosti vyřazena v průběhu 90. let. Mnohé byly využívány k výcviku. Malá část zůstává v aktivní službě.

## Stavba

Ponorka projektu 633

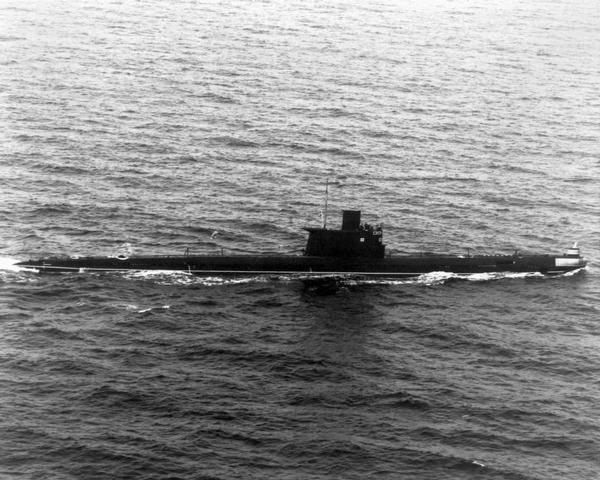
Ponorka projektu 633

Ponorky projektu 633 byly vyvinuty jako zdokonalená verze předcházejících sovětských ponorek projektu 613 (třída Whiskey), u nichž byly uplatněny zkušenosti s ukořistěnými ponorkami technologicky pokročilého německého typu XXI. Původně byla plánována stavba 56 ponorek tohoto typu, ale ve stejné době začalo zavádění ponorek s jaderným pohonem, takže sovětské námořnictvo nakonec odebralo pouze 20 člunů. Všechny postavila loděnice Rudé Sormovo A. A. Ždanova ve městě Gorkij.
Dne 4. února 1959 SSSR souhlasil s poskytnutím plánů a technologií ponorek projektů 633 a 629 (třída Golf) Čínské lidové republice. První ponorky byly sestavovány ze sovětských komponentů. Po sovětsko-čínské roztržce v roce 1960 byla ukončena technická podpora a stavba byla na několik let přerušena, než Čína zvládla výrobu všech komponentů, ale ještě dlouho zápasila s různými problémy. Čínské loděnice zahájily stavbu velké série pod označením typ 033. Pro Námořnictvo ČLOA jich bylo postaveno celkem 84. Další byly exportovány do zahraničí. Výroba typu 033 skončila roku 1984. Mezi čínské podvarianty patřil jeden kus přestavěný na Typ 033G vyzbrojený střelami s plochou dráhou letu YJ-8.

## Konstrukce
Výzbroj ponorek představuje osm 533mm torpédometů (šest příďových a dva záďové), pro které může být neseno 14 torpéd či 28 námořních min. Pohonný systém tvoří dva diesely a dva elektromotory, roztáčející dva lodní šrouby. Nejvyšší rychlost ponorek je 15 uzlů na hladině a 13 uzlů pod hladinou. Dosah byl 7400 námořních mil při rychlosti 9,2 uzlu nad hladině, 350 námořních mil při rychlosti 2 uzly pod hladinou, nebo 13 námořních mil při rychlosti 13 uzlů pod hladinou. Operační hloubka ponorku dosahovala 240 metrů a maximální 300 metrů.

### Modifikace
V KLDR byla jedna ponorka této třídy přestavěna na nosič tří balistických raket, uložených ve velitelské věži. První snímek ponorky byl zveřejněn roku 2019. Označována je jako Romeo Mod, Sinpo II, nebo Sinpo B.

## Uživatelé
- Alžírsko – Alžírskému námořnictvu byly v letech 1982–1983 zapůjčeny dvě sovětské ponorky této třídy. Sloužily pro výcvik posádek pro objednané modernější ponorky projektu 877EKM.[2] Vráceny byly roku 1989.[3]

- Bulharsko – Bulharské námořnictvo od SSSR získalo čtyři ponorky této třídy. Vyřazeny byly v letech 1990, 1992, 2008 a 2011. Poslední ponorka Slava se má změnit na plovoucí muzeum.[3]

- Čína – Námořnictvo ČLOA odebralo celkem 84 ponorek této třídy.[2]

- Egypt – Egyptské námořnictvo v letech 1982–1984 od Číny získalo celkem čtyři ponorky této třídy. Jsou vyzbrojeny americkými střelami Sub-Harpoon.[2]

- Severní Korea – Námořnictvo KLA od Číny získalo 7 ponorek a dalších 16 bylo postaveno tamními loděnicemi.[2]

- Sovětský svaz – Sovětské námořnictvo odebralo celkem 20 ponorek této třídy. Vyřazeny byly do roku 1987.[2]

- Sýrie – Syrské námořnictvo získalo tři ponorky. Všechny byly vyřazeny.[3]